# Steingraben (Iglseebach)
Der Steingraben ist ein linker und südlicher Zufluss des Iglseebachs bei Pleinfeld im mittelfränkischen Landkreis Weißenburg-Gunzenhausen.

## Verlauf
Der Steingraben entspringt in einem Wald nördlich des Arbachtals südlich von Mischelbach, nordöstlich von Kleinweingarten und nördlich von Kemnathen auf einer Höhe von 454 m ü. NHN. Der Bach durchfließt den Wald, speist einen kleinen Weiher und durchquert Mischelbach kanalisiert. Er mündet nach einem Lauf von rund 1,3 Kilometern auf einer Höhe von 382 m ü. NHN am Ortsrand von Mischelbach von links in den Iglseebach.